# Marija Gromowa
Marija Igorjewna Gromowa (ros. Мария Игорьевна Громова; ur. 20 lipca 1984 w Moskwie) – rosyjska pływaczka synchroniczna, trzykrotna mistrzyni olimpijska, 10-krotna mistrzyni świata, 2-krotna mistrzyni Europy.
Jest drużynową złotą medalistką z igrzysk olimpijskich z Aten, Pekinu oraz z Londynu.

## Nagrody i odznaczenia
- Order „Za zasługi dla Ojczyzny” IV stopnia (13 sierpnia 2012 roku) – za wielki wkład w rozwój kultury fizycznej i sportu, wysokie osiągnięcia sportowe na XXX Letnich Igrzyskach Olimpijskich w Londynie[4]
- Order Honoru (2 sierpnia 2009 roku) – za wielki wkład w rozwój kultury fizycznej i sportu oraz za wysokie osiągnięcia na XXIX Letnich Igrzyskach Olimpijskich w Pekinie[5]
- Order Przyjaźni (4 listopada 2005 roku) – za wielki wkład w rozwój kultury fizycznej i sportu oraz za wysokie osiągnięcia na XXVIII Letnich Igrzyskach Olimpijskich w Atenach[6]
- Zasłużony Mistrz Sportu w Rosji